# Lucania parva
Lucania parva is een straalvinnige vissensoort uit de familie van killivisjes (Fundulidae). De wetenschappelijke naam van de soort is voor het eerst geldig gepubliceerd in 1855 door Baird & Girard.